# Michelle Williams (actrice)

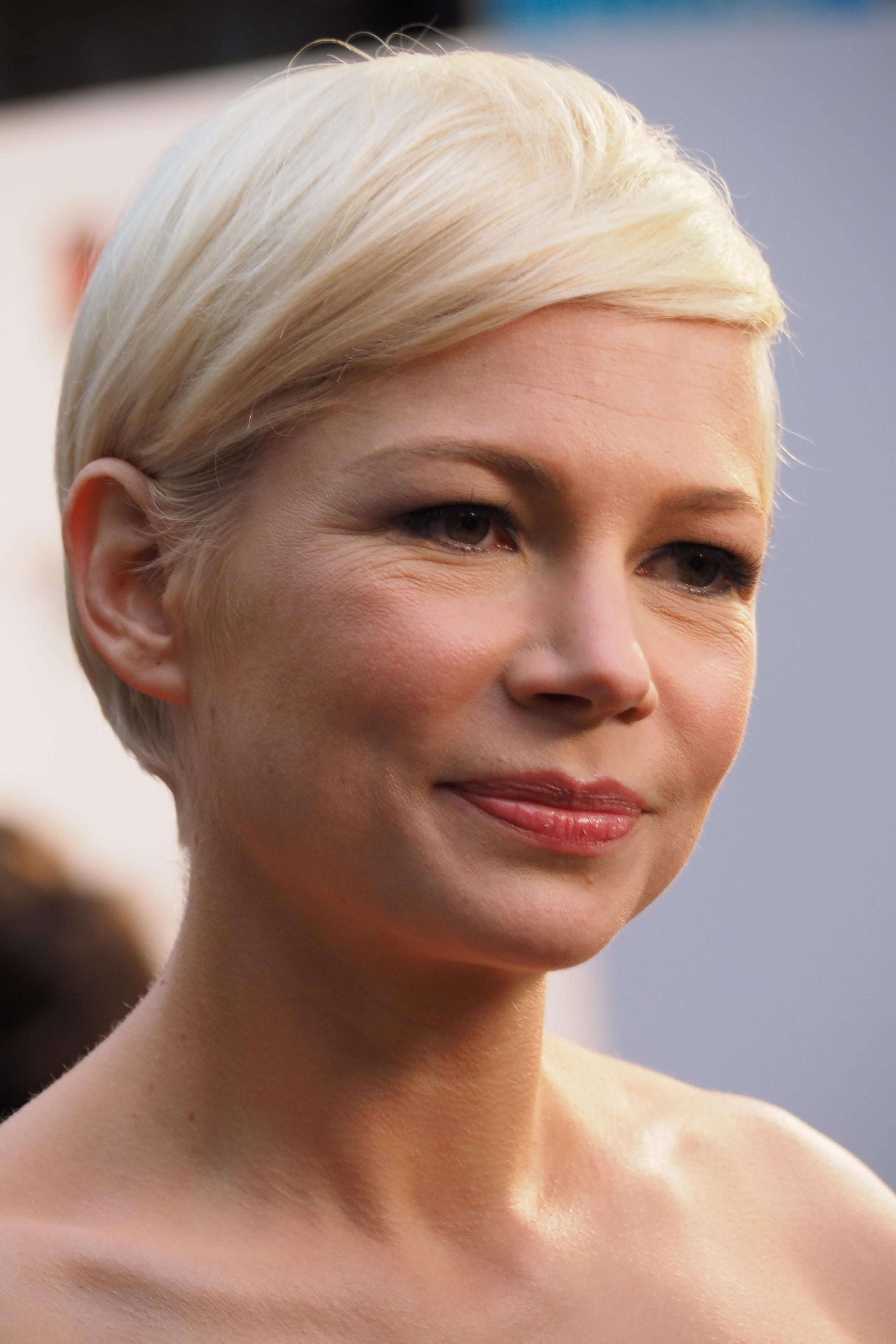
Michelle Williams bij de première van Manchester by the Sea in 2016

Michelle Ingrid Williams (Kalispell, 9 september 1980) is een Amerikaanse actrice. Ze werd in 2006 genomineerd voor een Oscar voor haar bijrol als Alma in Brokeback Mountain, in 2011 voor haar hoofdrol als Cindy in Blue Valentine en in 2012 voor die als Marilyn Monroe in My Week with Marilyn. Voor diezelfde rollen werd ze ook elke keer genomineerd voor een Golden Globe, waarbij ze die in 2012 daadwerkelijk won. Williams kreeg daarnaast meer dan dertig andere filmprijzen toegekend.
Williams had al een aantal films en gastrollen in series achter haar naam staan, toen ze in 1998 gecast werd als Jennifer 'Jen' Lindley in de televisieserie Dawson's Creek. Terwijl ze intussen ook films maakte, verscheen ze tot in 2003 in 128 afleveringen van deze serie.
Williams was verloofd met acteur Heath Ledger, die op 22 januari 2008 overleed. Ze hadden elkaar ontmoet bij de opnames van Brokeback Mountain, waarin zij zijn echtgenote speelde. Samen kregen ze op 28 oktober 2005 een dochter, maar in september 2007 verbraken ze hun verloving.